# Království izraelské

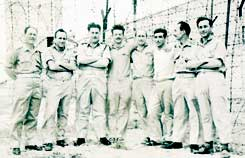
Členové Království izraelského před budovou věznice. Druhý zleva je vůdce skupiny Ja'akov Cheruti

Království izraelské (hebrejsky מלכות ישראל‎, Malchut Jisra'el), též známé jako Crifinské podsvětí (hebrejsky: מחתרת צריפין‎, Machteret Crifin), byla židovská teroristická skupina aktivní v 50. letech 20. století v Izraeli. Jejím vůdcem byl Ja'akov Cheruti, a členové pocházeli z řad radikální předstátní skupiny Lechi (známé též jako Sternův gang) a potomků revizionistických rodin. Skupina nikdy neměla více než dvě desítky členů.
V letech 1952 a 1953 skupina Království izraelské provedla sérii útoků proti diplomatickým zastoupením Sovětského svazu a Československa v Izraeli, a to na protest proti antisemitským procesům a politikám, jež tyto země východního bloku prováděly (například Proces se Slánským v ČSR či Proces s lékaři v SSSR). Její členové se neúspěšně pokusili o atentát na německého kancléře Konrada Adenauera a příležitostně stříleli po jordánských vojácích umístěných ve východním Jeruzalémě.

## Aktivity skupiny
V důsledku antisemitských politických procesů v Československu si skupina jako jeden ze svých cílů vybrala československé diplomatické zastoupení v Tel Avivu. První útok provedla 11. srpna 1952, když trojice jejích členů umístila výbušninu do odpadkového koše v těsné blízkosti československého velvyslanectví. Další následoval 5. prosince téhož roku, když do budovy velvyslanectví vhodili ruční granát. Izraelským úřadům se následně podařilo zadržet tři podezřelé. Posledním činem namířeným proti Československu bylo 1. července 1953 neúspěšné zapálení vozidla československého konzula.
Mezi jednotlivými útoky proti československé diplomatické misi obrátilo Království izraelské své aktivity rovněž proti Sovětskému svazu a jeho diplomatickému zastoupení. Dne 9. února 1953 skupina umístila více než 30 kilogramů trhaviny do budovy sovětského velvyslanectví. Následná exploze těžce zranila správce velvyslanectví a silně poškodila celou budovu. Další dva zaměstnanci byli lehce raněni, jedna z nich byla manželka sovětského velvyslance. Sovětský svaz v reakci na bombový útok přerušil s Izraelem diplomatické vztahy. Výbušniny ve velvyslanectví umístil Josef Menkes, který později plánoval atentát na Rudolfa Kastnera. Sofistikovanost útoku vedla Isera Har'ela, ředitele izraelské vnitřní zpravodajské služby Šin Bet (Šabak) k přesvědčení, že za ním stáli někdejší členové předstátní radikální skupiny Lechi. Ani intenzívní pátrání však vyšetřovatele na stopu útočníků nepřivedlo.
V dubnu 1953 člen Království izraelského napadl houslistu Jaschu Heifetze a poranil mu ruku kvůli tomu, že měl v Izraeli hrát hudbu německého skladatele Richarda Strausse. Mimo to se členové skupiny neúspěšně pokusili o atentát na západoněmeckého kancléře Konrada Adenauera, kterému poslali dvě dopisové bomby, a to na protest proti reparačním dohodám mezi Spolkovou republikou Německo a Izraelem.

## Zatčení a soudní proces
Dne 26. května 1953 byli dva členové Blumenthalovy skupiny, jednající z vlastní iniciativy, chyceni při umisťování výbušnin v budově ministerstva školství v Jeruzalémě. Jejich cílem bylo bombovým útokem protestovat proti roli ministerstva ve vládních pokusech o sekularizaci religiózních židovských imigrantů ze severní Afriky. Oba muži sebou měli detailní seznam členů Království izraelského, díky čemuž mohly úřady celou skupinu rychle pochytat.
Dohromady šestnáct členů skupiny stanulo před vojenským soudem, kterému předsedal soudce Binjamin Halevy. Státním zástupcem byl Chajim Kohen a obžalované zastupoval Šmu'el Tamir, který se díky procesu stal jedním z předních právníků v politických kauzách v zemi. Ačkoli vláda nedokázala prokázat zapojení skupiny do útoku na sovětské velvyslanectví, soudce Halevy označil skupinu za „závažné riziko pro národní bezpečnost“. Vůdce skupiny Cheruti byl odsouzen k desetiletému trestu odnětí svobody, další z vůdců, Šimon Bachar, na dvanáct let a zbývající členové byli odsouzeni k trestům odnětí svobody od jednoho do sedmi let. O dva roky později však byli omilostněni premiérem Davidem Ben Gurionem (podle jiného zdroje ministrem spravedlnosti Pinchasem Lavonem) a propuštěni.